# 王子の狐
『王子の狐（おうじのきつね）は、古典落語の演目。初代三遊亭圓右が上方落語の『高倉狐』（たかくらぎつね）を東京に移したとみられている。
人を化かすと言われる狐がかえって人に化かされる顛末を描く。
ベースとなる話は鳥翠北茎『北国奇談巡杖記』第5巻（文化4年・1807年）や松浦静山『甲子夜話』第21巻の「人の狐を欺きし話」（文政4年・1821年）、『奇談新編』（天保13年・1842年、漢文体）などに見え、噺本にも『露休置土産』の「狐も化かさるる世の中」（宝永4年・1707年）をはじめ『御伽噺』の「狐の付いた和尚」（安永2年・1773年）に出ている。

## あらすじ
王子稲荷（東京都北区王子）の狐は、昔から人を化かすことで有名だった。
ある男、王子稲荷に参詣した帰り道、一匹の狐が美女に化けるところを見かける。どうやらこれから人を化かそうという肚らしい。
そこで男、「ここはひとつ、化かされた振りをしてやれ」と、大胆にも狐に声をかけた。「お玉ちゃん、俺だよ、熊だ。よければ、そこの店で食事でも」と知り合いのふりをすると、「あら熊さん、お久しぶり」とカモを見付けたと思った狐も合わせてくる。
かくして近くの料理屋・扇屋に上がり込んだ二人、油揚げならぬ天ぷらやらお刺身などを注文し、差しつ差されつやっていると、狐のお玉ちゃんはすっかり酔いつぶれ、すやすやと眠ってしまった。そこで男、土産に卵焼きまで包ませ、「勘定は女が払う」と言い残すや、図々しい奴で狐を置いてさっさと帰ってしまう。
しばらくして、店の者に起こされたお玉ちゃん、男が帰ってしまったと聞いて驚いた。びっくりしたあまり、耳がピンと立ち、尻尾がにゅっと生える始末。正体露見に今度は店の者が驚いて狐を追いかけ回し、狐はほうほうの体で逃げ出した。
狐を化かした男、友人に吹聴するが「ひどいことをしたもんだ。狐は執念深いぞ」と脅かされ、青くなって翌日、王子まで詫びにやってくる。巣穴とおぼしきあたりで遊んでいた子狐に「昨日は悪いことをした。謝っといてくれ」と手土産を言付けた。
穴の中では痛い目にあった母狐がうんうん唸っている。子狐、「今、人間がきて、謝りながらこれを置いていった」と母狐に手土産を渡す。警戒しながら開けてみると、中身は美味そうなぼた餅。
子狐「母ちゃん、美味しそうだよ。食べてもいいかい?」
母狐「いけないよ！人間は騙すからね、馬の糞かもしれない！」

## 題材について
扇屋は現在、料理屋は経営していないが、今も1階で卵焼きを販売している。